# David Marciano
David Marciano (Newark, 7 gennaio 1960) è un attore statunitense.
Noto per aver interpretato il detective Ray Vecchio in Due poliziotti a Chicago, accanto a Paul Gross, che veste i panni di Benton Fraser.
Ha partecipato al telefilm The Shield nel ruolo del detective Steve Billings.
Dal 2011 è nel cast della serie televisiva targata Showtime Homeland - Caccia alla spia, nella quale interpreta Virgil.

## Vita privata
È sposato dal 1991 con l'attrice Katayoun Amini (che interpretava Angie, l'ex moglie di Ray Vecchio, nel telefilm Due poliziotti a Chicago). La coppia ha due figlie e un figlio.

## Filmografia

### Cinema
- Hellbent, regia di Richard Casey (1988)
- Arma letale 2 (Lethal Weapon 2), regia di Richard Donner (1989)
- Harlem Nights, regia di Eddie Murphy (1989)
- Dark Spiral, regia di D.A. Metrov (1999)
- Dietro l'angolo (Around the Bend), regia di Jordan Roberts (2004)
- Chicken Man, regia di Tom Spiroff (2006)
- Intellectual Property, regia di Nicholas Peterson (2006)
- Caught in the Middle, regia di Jay Nunez e Ruben Garcia (2009)
- Contract, regia di Mel Rodriguez (2010)
- Red State, regia di Kevin Smith (2011)
- Few Options, regia di George A. Pappy Jr. (2011)
- 3,2,1... Frankie Go Boom, regia di Jordan Roberts (2012)

### Televisione
- Oltre la legge - L'informatore (Wiseguy) - serie TV, episodio 1x04 (1987)
- Duetto (Duet) - serie TV, episodio 2x13 (1988)
- Sonny Spoon - serie TV, episodio 1x02 (1988)
- China Beach - serie TV, episodio 1x03 (1988)
- CBS Summer Playhouse - serie TV, episodio 2x17 (1988)
- Street of Dreams, regia di William A. Graham (1988) - film TV
- Arena di gladiatori (Police Story: Gladiator School), regia di James Darren (1988) - film TV
- Superboy - serie TV, episodio 1x07 (1988)
- Kiss Shot, regia di Jerry London (1989) - film TV
- Voci nella notte (Midnight Caller) - serie TV, episodio 2x18 (1990)
- Maverick Square, regia di Steve Miner (1990) - film TV
- Disney Presents The 100 Lives of Black Jack Savage - serie TV, episodio 1x03 (1991)
- Civil Wars - serie TV, 36 episodi (1991-1993)
- Ragionevoli dubbi (Reasonable Doubts) - serie TV, episodi 2x22-2x23 (1993)
- Gypsy, regia di Emile Ardolino (1993) - film TV
- SeaQuest - Odissea negli abissi (SeaQuest) - serie TV, episodio 1x15 (1994)
- Due poliziotti a Chicago (Due South) - serie TV, 67 episodi (1994-1999)
- Immagini dal delitto (Eyes of Terror), regia di Sam Pillsbury (1994) - film TV
- Il tocco di un angelo (Touched by an Angel) - serie TV, episodio 3x10 (1996)
- L'ultimo padrino (The Last Don) - miniserie TV (1997)
- L'ultimo padrino 2 (The Last Don II) - miniserie TV (1998)
- Kilroy, regia di Todd Holland (1999) - film TV
- Un detective in corsia (Diagnosis Murder) - serie TV, episodi 7x07-08 (1999)
- Nash Bridges - serie TV, episodio 6x01 (2000)
- The Lot - serie TV, episodio 2x12 (2001)
- Providence - serie TV, 2 episodi (2001)
- Giudice Amy (Judging Amy) - serie TV, 7 episodi (2000-2001)
- JAG - Avvocati in divisa (JAG) - serie TV, episodio 8x05 (2002)
- Quello che gli uomini non dicono (The Mind of the Married Man) - serie TV, 4 episodi (2002)
- The Division - serie TV, episodio 3x04 (2003)
- NYPD - New York Police Department (NYPD Blue) - serie TV, episodio 11x08 (2003)
- CSI - Scena del crimine (CSI: Crime Scene Investigation) - serie TV, episodio 4x17 (2004)
- CSI: NY - serie TV, episodio 1x02 (2004)
- NCIS - Unità anticrimine (NCIS) - serie TV, episodio 2x04 (2004)
- Eyes - serie TV, 1 episodio (2005)
- Joan of Arcadia - serie TV, episodio 2x21 (2005)
- The Shield - serie TV, 42 episodi (2005-2008)
- Dr. House - Medical Division (House, M.D.) - serie TV, episodio 6x04 (2009)
- Lie to Me - serie TV, episodio 2x19 (2010)
- Sons of Anarchy - serie TV, episodio 3x05 (2010)
- Criminal Minds: Suspect Behavior - serie TV, episodio 1x07 (2011)
- C'è sempre il sole a Philadelphia (It's Always Sunny in Philadelphia) - serie TV, episodio 7x08 (2011)
- Homeland - Caccia alla spia - serie TV, 19 episodi, 2011-2013)
- Blue-Eyed Butcher, regia di Stephen Kay (2012) - film TV
- Law & Order - Unità vittime speciali (Law & Order: Special Victims Unit) - serie TV, episodio 14x18 (2013)
- Intelligence - serie TV, episodio 1x11 (2014)
- Castle - serie TV, episodio 7x05 (2014)
- Battle Creek - serie TV, episodio 1x10 (2015)
- Bosch - serie TV (2016-2020)
- L'esercito delle 12 scimmie (12 Monkeys) - serie TV, episodio 2x06 (2016)
- Shooter – serie TV, 8 episodi (2016-2017)

## Doppiatori italiani
Nelle versioni in italiano delle opere in cui ha recitato, David Marciano è stato doppiato da:
- Oliviero Dinelli in The Shield, Lie to Me, Castle
- Ambrogio Colombo in Homeland - Caccia alla spia, Shooter
- Mino Caprio in Law & Order - Unità vittime speciali, S.W.A.T.
- Alberto Bognanni in Bosch, Bosch: L'eredità
- Loris Loddi in Harlem Nights
- Claudio Beccari in Due South - Due poliziotti a Chicago
- Claudio Fattoretto in CSI: NY
- Vladimiro Conti in NCIS - Unità anticrimine
- Nino Prester in L'ultimo padrino